# Gruppspråk
Gruppspråk eller jargong (av franska: jargon) är språket eller det som utmärker språket hos en social grupp, till exempel mäns, kvinnors, ungdomars, jägares eller idrottsmäns språk. Även olika yrkesgruppers fackspråk brukar inkluderas.
Ett gruppspråk fungerar i allmänhet som ett socialt bindemedel inom den grupp där det används. Några av de vanligaste grupperna som man använder i vardagligt tal är däremot ungdomsspråk, vuxenspråk, skolspråk, slang osv. De utmärker sig från varandra till största del med variation i tempo och olika ordval.
En variant är handelsjargong, en form av förenklad lingua franca som används vid handel mellan parter som inte talar varandras modersmål.